# Microrregión de la Chapada dos Veadeiros
La microrregión de la Chapada dos Veadeiros es una de las  microrregiones del estado brasileño de Goiás perteneciente a la mesorregión  Norte Goiano. Su población fue estimada en 2006 por el IBGE en 60.658 habitantes y está dividida en ocho municipios. Posee un área total de 21.337,541 km². Siendo el Municipio más poblado Campos Belos.

## Municipios 8
- Alto Paraíso de Goiás
- Campos Belos
- Cavalcante
- Colinas do Sul
- Monte Alegre de Goiás
- Nova Roma
- São João d'Aliança
- Teresina de Goiás

- Datos: Q1136345